# Wilhelm Henze (Widerstandskämpfer)
Wilhelm Henze (* 5. Februar 1908 in Hildesheim; † 19. März 1996 in Södertälje, Schweden) war ein deutscher Widerstandskämpfer, Arbeiterschriftsteller und Puppenspieler.

## Leben
Wilhelm Henze lernte Schlosser im Betrieb seines Vaters und wurde Mitglied der SPD sowie des Allgemeinen Deutschen Gewerkschaftsbunds. Daneben engagierte er sich in der Arbeitersportbewegung und bei den Naturfreunden. Durch die Arbeiterkulturbewegung angeregt, begann er journalistisch zu arbeiten und beschloss 1929, Arbeiterdichter zu werden, allerdings mit nur mäßigem Erfolg.
Im Mai 1933 schloss sich Henze in Hildesheim einem kleinen Kreis von Kommunisten und Sozialdemokraten an, die illegale Flugblätter herstellten und verteilten. Die Gruppe wurde verraten, Henze im August 1933 verhaftet. Wegen Hochverrat verurteilte man ihn im Dezember 1933 zu 27 Monaten Gefängnis. Zunächst im Zuchthaus Hameln inhaftiert, wurde er im Mai 1934 in das Emslandlager Brual-Rhede überführt. Das Lager war eigentlich als Konzentrationslager geplant, wurde nach seiner Fertigstellung im Frühjahr 1934 aber als Strafgefangenenlager genutzt. Henze gehörte zu den ersten Insassen des Lagers, in dem politische Häftlinge die Minderheit bildeten.
Am 30. November 1935 wurde er nach Verbüßung seiner Gefängnisstrafe entlassen. Als Henze von der Verhaftung seines Bruders erfuhr, emigrierte er am 18. Juli 1936 zunächst in die Niederlande. Über Norwegen gelangte er zusammen mit seiner Frau im August 1936 nach Schweden. 1937 wurde dort seine Tochter Gunvor geboren. Henze hielt sich und seine Familie zunächst mit Gelegenheitsarbeiten und der Unterstützung einer Flüchtlings-Hilfsorganisation über Wasser. Erst ab 1939 konnte er wieder als normaler Fabrikarbeiter arbeiten. Daneben war er auch als Fotograf aktiv und Mitglied der sozialdemokratischen Exilpartei Sopade.
Nach 1945 kehrte Henze nicht mehr nach Deutschland zurück, sondern nahm 1949 die schwedische Staatsbürgerschaft an. In den späten 1950er Jahren begann er mit dem Aufbau eines Puppentheaters. 1970 wurde Henze Mitbegründer der Dockteaterföreningen, der schwedischen Puppentheatervereinigung, und Mitherausgeber einer Fachzeitschrift für Puppenspiel.
Sein Bruder Fritz Henze war ebenfalls Widerstandskämpfer. Er war 9 Monate in Schutzhaft und 1 Jahr im Gefängnis. Nach 1945 war er bis 1972 SPD-Ratsherr in der Stadt Hildesheim.

## Schriftstellerisches Werk
Henzes vor 1933 geschriebene agitatorische Theaterstücke fanden keinen Verleger. Nur vereinzelt erschienen Gedichte in Arbeiterzeitungen. Seine Hafterlebnisse hatte Henze in einem Tagebuch, in Gedichten und Zeichnungen festgehalten. Zwischen 1936 und 1939 arbeitete er das Material zu einem Manuskript mit Geschichten aus dem Lageralltag aus, das erst 1992 unter dem Titel Hochverräter raus! veröffentlicht wurde. Weitere Texte erschienen im Buch Gefangen in der Weite. Emslandlager (1933–45). Bilder, Begegnungen, Blickwechsel (Papenburg 2001). Henzes Manuskripte vor 1933 verbrannten beim Bombenangriff auf Hildesheim im März 1945. Seine späteren Manuskripte werden im Archiv des Dokumentations- und Informationszentrums Emslandlager (DIZ) verwahrt.